# Metano
Il metano è un idrocarburo semplice (alcano) formato da un atomo di carbonio e quattro di idrogeno; la sua formula chimica è CH4, e si trova in natura sotto forma di gas.

## Storia

### La scoperta
Nel novembre del 1776 Alessandro Volta studiò un fenomeno noto anche in epoche più lontane, segnalatogli da Carlo Giuseppe Campi: in un'ansa stagnante del fiume Lambro, avvicinando una fiamma alla superficie si accendevano delle fiammelle celesti.
Questo fenomeno era già stato studiato separatamente da Lavoisier, Franklin e Priestley pochi anni prima ed era stato classificato semplicemente come un'esalazione di aria infiammabile, di origine minerale.
Volta volle andare più a fondo della questione. Mentre era ospite ad Angera nella casa dell'amica Teresa Castiglioni (Angera 1750 - Como 1821), scoprì l'aria infiammabile nella palude dell'isolino Partegora, in località Bruschera (provincia di Varese). Provando a smuovere il fondo con l'aiuto di un bastone, vide che risalivano delle bolle di gas e le raccolse in bottiglie. Diede a questo gas il nome di "aria infiammabile di palude" e scoprì che poteva essere incendiato sia per mezzo di una candela accesa, sia mediante una scarica elettrica; dedusse che il gas si formava dalla decomposizione di sostanze animali e vegetali. Pensando immediatamente a un suo utilizzo pratico, costruì dapprima una pistola elettroflogopneumatica in legno, metallo e vetro, il cui scopo sarebbe stato la trasmissione di un segnale a distanza, e in seguito realizzò una lucerna ad aria infiammabile e perfezionò l'eudiometro per la misura e l'analisi dei gas.
Per ulteriore conferma della sua tesi, si recò nel 1780 a Pietramala, sull'Appennino toscano, dove vi erano dei celebri fuochi fatui. La corretta composizione del gas fu determinata da William Henry nel 1805.
Il nome "metano" deriva dal corrispondente gruppo funzionale, il metile, scoperto nel 1835, ed è stato coniato nel 1866 dal chimico tedesco August Wilhelm von Hofmann.

### Estrazione del metano in Italia
Nel giugno del 1958 in Italia, presso Lodi, una perforazione dell'Eni, allora presieduta da Enrico Mattei, scoprì il primo giacimento profondo dell'Europa occidentale.
Successivamente si iniziarono i rilevamenti nel mar Adriatico, ma le prime due perforazioni dettero esito negativo, così l'Eni abbandonò l'idea preferendo destinare le risorse a perforazioni nel mar Rosso. In attesa delle autorizzazioni da parte del governo egiziano, l'Eni decise di compiere una terza trivellazione al largo di Ravenna, che diede esito positivo. Nel 1959 entrò in funzione la prima piattaforma metanifera.
Al largo di Crotone attualmente le piattaforme dell'Eni estraggono circa il 15% del consumo nazionale di metano, per uso sia civile sia industriale.

## Proprietà chimico-fisiche
La molecola del metano ha forma tetraedrica; l'atomo di carbonio è al centro di un tetraedro regolare ai cui vertici si trovano gli atomi di idrogeno. Gli angoli di legame sono di 109,5°.
La molecola di metano presenta orbitali atomici ibridi sp3, come tutti i carboni delle molecole della classe degli alcani, di cui è il membro più corto; pertanto presenta 4 legami C-H equivalenti.
A temperatura e pressione ambiente si presenta come gas incolore, inodore e molto infiammabile. Il metano liquido invece si ottiene raffreddando il gas a una temperatura di –162 °C, sempre a pressione atmosferica.

## Abbondanza e disponibilità nel mondo

### Nel sottosuolo

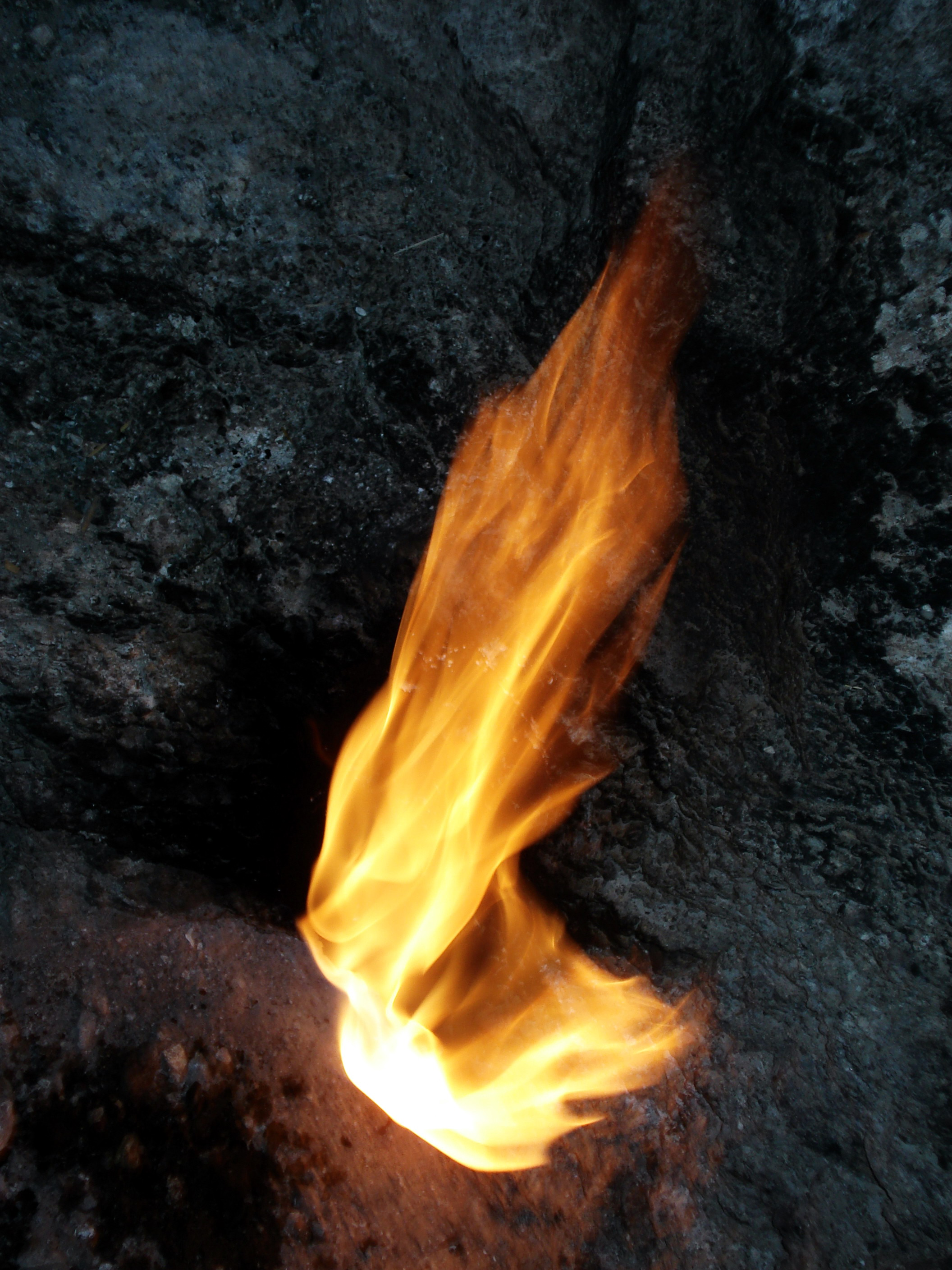
Fiamme generate dalla perdita di gas naturale (costituito essenzialmente da metano) da una sorgente naturale.

Il metano è il risultato della decomposizione di alcune sostanze organiche in assenza di ossigeno. La maggior parte del metano viene ottenuta per estrazione dai suoi giacimenti sotterranei, dove spesso è abbinato ad altri idrocarburi, frutto della decomposizione di sostanze organiche sepolte in profondità in tempi preistorici.
Il metano è presente normalmente nei giacimenti di petrolio ma esistono anche immensi giacimenti di solo metano. Il metano deriva dalle rocce madri, da cui derivano progressivamente attraverso il cracking del kerogene tutti gli idrocarburi (dai solidi - bitume, ai liquidi - petrolio, fino ai gassosi, come il metano stesso).
Quando si estrae il petrolio, risale in superficie anche il metano, in media in quantità pari allo stesso petrolio. Se i giacimenti sono lontani dai luoghi di consumo o situati in mare aperto, risulta quasi impossibile usare quel metano, che pertanto viene bruciato all'uscita dei pozzi senza essere utilizzato in alcun modo, oppure viene ripompato nei giacimenti di petrolio, mediante l'uso di compressori centrifughi o alternativi, favorendo ulteriormente l'uscita del greggio grazie alla pressione.
Circa due terzi del metano estratto non viene utilizzato, ma disperso nell'atmosfera perché il costo del trasporto del gas naturale nei gasdotti è quattro volte superiore a quello del petrolio, perché la densità del gas è molto minore.

### Nei fondali oceanici
Si stima che esistano grandi quantità di metano in forma di clatrati di metano sui fondali oceanici.

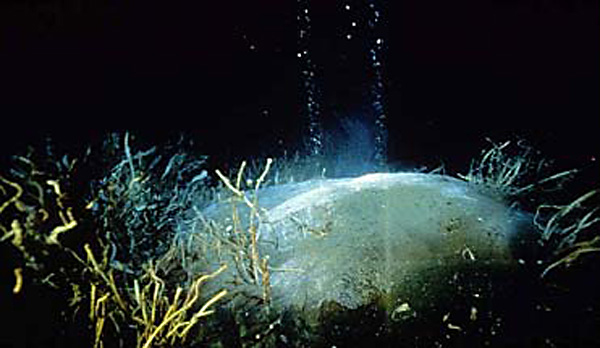
Clatrato di metano sul fondo oceanico.

### Nell'atmosfera terrestre
Il metano è un gas serra presente nell'atmosfera terrestre in concentrazioni molto inferiori a quelle della CO2 ma con un potenziale di riscaldamento globale ben 21 volte superiore.
Le principali fonti di emissione di metano nell'atmosfera sono:
- decomposizione di rifiuti solidi urbani nelle discariche
- fonti naturali (paludi): 23%
- estrazione da combustibili fossili: 20%
- processo di digestione degli animali (bestiame): 17%
- batteri trovati nelle risaie: 12%
- riscaldamento o digestione anaerobica delle biomasse.

Dal 60% all'80% delle emissioni mondiali è di origine umana.
Esse derivano principalmente da miniere di carbone, discariche, attività petrolifere, gasdotti e agricoltura.
La sua concentrazione in atmosfera è aumentata da 700 ppb (parti per miliardo) nel periodo 1000-1750 a 1.750 ppb nel 2000, con un incremento del 150%. Nel maggio 2019, il valore era salito a 1862.8 ppb.
Il metano è responsabile al 18% dell'incremento dell'effetto serra.
Il riscaldamento globale, innalzando il rilascio di metano all`interno dei sistemi naturali, può aumentare anche i livelli di metano atmosferico.

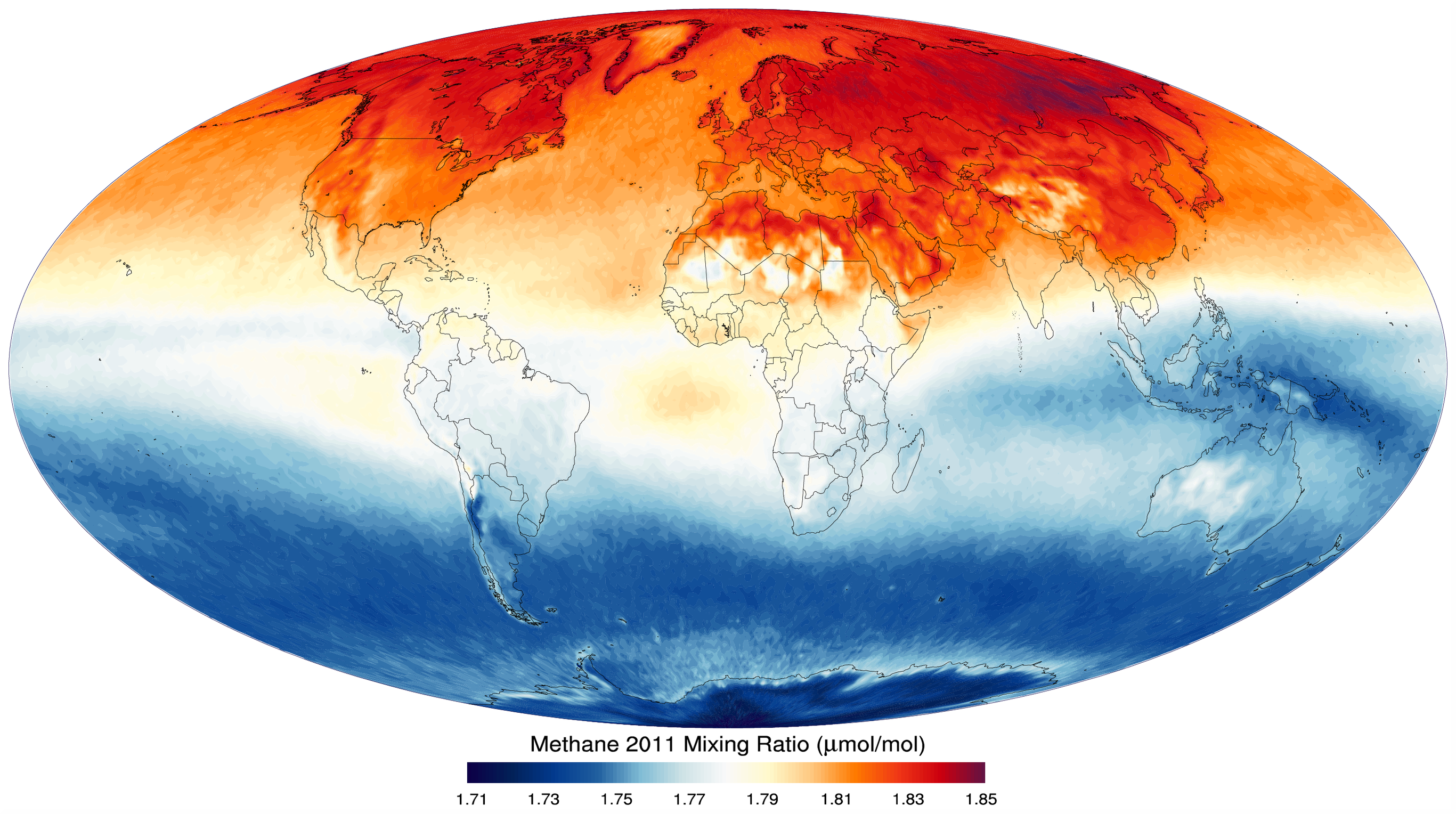
Media della concentrazione annuale del metano nella troposfera nel 2011 (in ppm).

È presente in concentrazione più elevata nell'emisfero boreale.

### Sugli altri pianeti

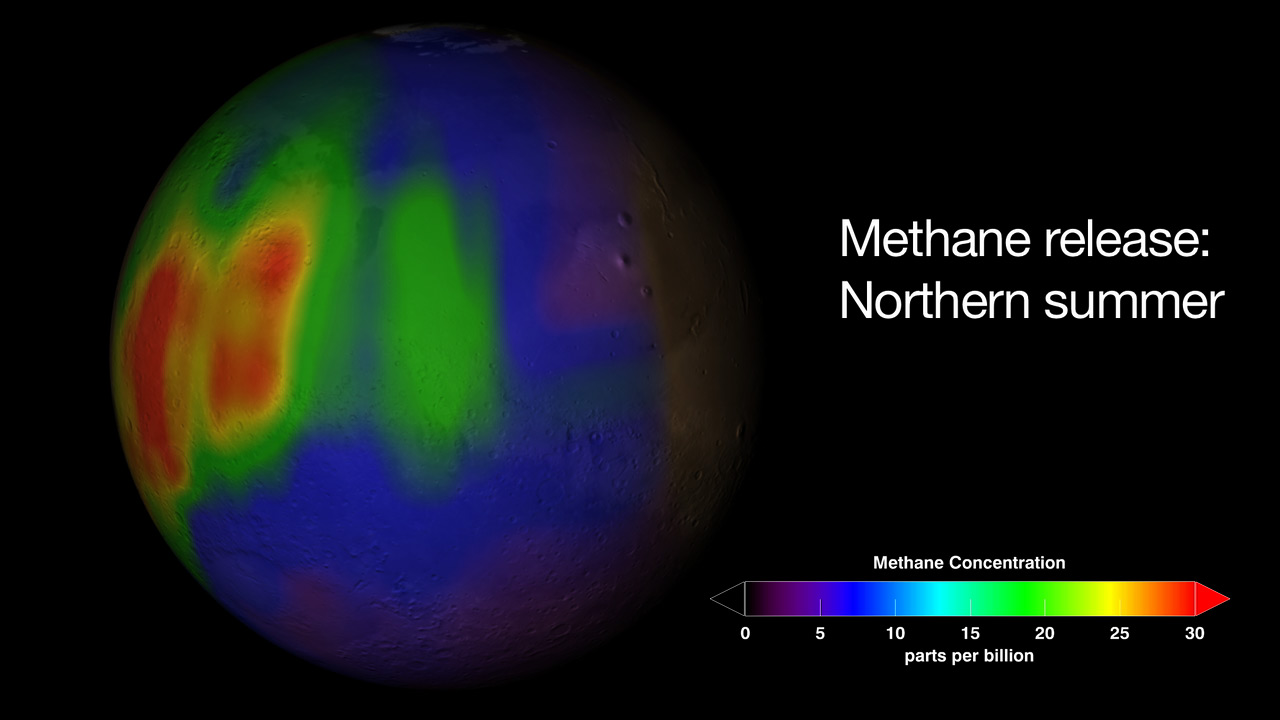
Mappa di concentrazione del metano nell'atmosfera di Marte.

La presenza di metano è stata verificata o ipotizzata in molti luoghi del sistema solare. Nella maggior parte dei casi, si ritiene che abbia origine da processi abiotici. Possibili eccezioni potrebbero essere quelle di Marte e Titano
- Luna - ve ne sono tracce che filtrano dalla superficie.[14]
- Marte - l'atmosfera marziana contiene del metano. Nel gennaio 2009 i ricercatori della NASA hanno osservato emissioni di metano dalla superficie in atmosfera localizzate in aree specifiche, facendo ipotizzare che possano essere legate ad attività biologiche che avvengono nel sottosuolo.[15]
- Giove - l'atmosfera del pianeta è composta per circa lo 0,3% da metano.
- Saturno - l'atmosfera del pianeta è composta per circa lo 0,4% da metano.
  - Giapeto

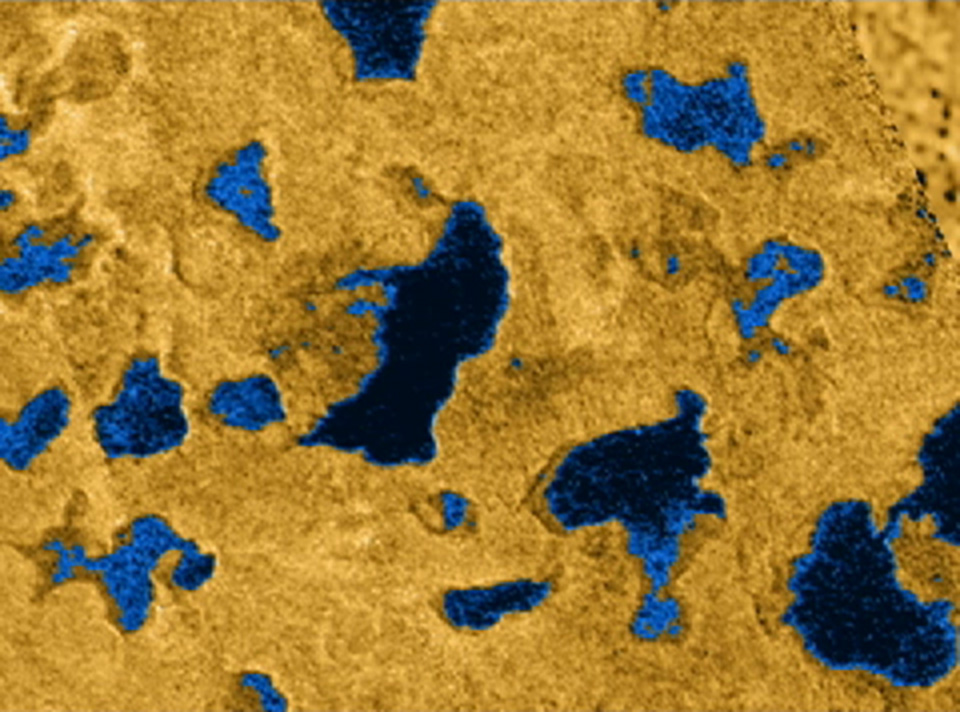
Laghi di metano liquido sulla superficie di Titano.

- - Titano - la sua atmosfera contiene circa l'1,6% di metano e migliaia di laghi di metano liquido sono stati osservati sulla superficie.[16] Negli strati superiori dell'atmosfera il metano viene convertito in molecole più complesse, tra cui l'acetilene, in un processo che produce anche idrogeno molecolare. S'è inoltre osservato che in prossimità della superficie acetilene e idrogeno tornano a formare metano: si ipotizza la presenza di un qualche catalizzatore esotico o un'ancora più esotica forma di vita metanogena.[17]
  - Encelado - la sua atmosfera contiene circa l'1,7% di metano.[18]
- Urano - l'atmosfera del pianeta contiene circa il 2,3% di metano.
  - Ariel - si presume che il metano sia uno dei costituenti dei ghiacci superficiali di Ariel.
  - Miranda
  - Oberon - circa il 20% dei ghiacci superficiali di Oberon è composto da composti a base di carbonio affini al metano e composti azotati.
  - Titania - circa il 20% dei ghiacci superficiali di Titania è composto da composti organici affini al metano.
  - Umbriel - il metano è uno dei costituenti dei ghiacci superficiali.
- Nettuno - l'atmosfera del pianeta contiene circa l'1,6% di metano.
  - Tritone - Tritone possiede una tenue atmosfera di azoto con tracce di metano a livello della superficie.[19][20]
- Plutone - l'analisi spettroscopica della superficie di Plutone evidenzia la presenza di tracce di metano.[21][22]
- Caronte - si ipotizza la presenza di metano su Caronte, ma non è ancora definitivamente confermata.[23]
- Eris - lo spettro infrarosso rivela la presenza di ghiaccio di metano.
- Cometa di Halley
- Cometa Hyakutake - le osservazioni dalla Terra hanno evidenziato presenza di metano ed etano nella cometa.[24]
- il pianeta extrasolare HD 189733b - si tratta del primo rilevamento di un composto organico su un pianeta esterno al sistema solare. La sua origine è ancora sconosciuta, dato che l'elevata temperatura superficiale del pianeta (700 °C) dovrebbe normalmente favorire lo sviluppo di monossido di carbonio.[25]
- nubi interstellari[26]

## Reattività

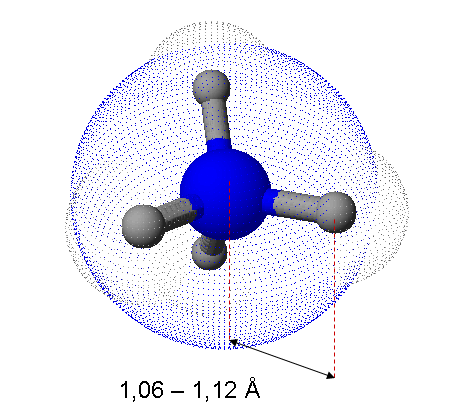
Modello 3D del metano (CH_{4}). In figura è riportata la distanza (in ångström) tra carbonio e idrogeno, che è abbastanza corta se confrontata con i legami C-H degli altri idrocarburi.

Eccetto per la combustione, le reazioni del metano sono perlopiù condotte a pressioni e/o temperature elevate, comunque quasi sempre in presenza di catalizzatori.
L'ossidazione del metano con acido solforico e diclorobipirimidilplatino come catalizzatore, converte a 220 °C e 34 atm di pressione circa il 90% del metano in idrogenosolfato di metile; tramite successiva idrolisi si ottiene metanolo e l'acido solforico di partenza, ma il processo non è considerato efficiente.
Il legame covalente puro carbonio-idrogeno nel metano è uno dei più forti tra tutti gli idrocarburi; per questo motivo il metano è meno reattivo degli altri idrocarburi, per cui il suo uso come materia prima nell'industria chimica è limitato.
La ricerca di un catalizzatore che possa facilitare l'attivazione del legame C-H nel metano e negli altri alcani leggeri è un'area di ricerca con importanti risvolti industriali.
Per rimozione di un atomo di idrogeno il metano forma il radicale metile (CH3•) mentre se gli idrogeni rimossi sono due il radicale formatosi prende il nome di metilene (•CH2•).

### Combustione

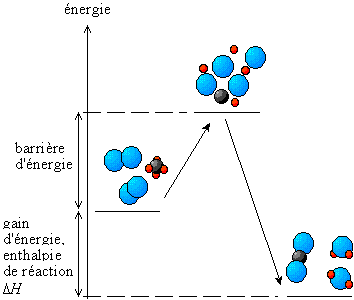
Andamento dell'entalpia di reazione associata alla combustione del metano.

Il metano è il principale componente del gas naturale ed è un eccellente combustibile perché possiede un alto potere calorifico. 
Bruciando una molecola di metano in presenza di ossigeno si forma una molecola di CO2 (anidride carbonica), due molecole di H2O (acqua) e si libera una quantità di calore:
{\displaystyle {\ce {CH4 + 2O2 -> CO2 + 2H2O}}}
Il calore di combustione della reazione è negativo (essendo la reazione di combustione una reazione esotermica); considerando come sistema chiuso la stessa reazione di combustione del metano, il calore di reazione è pari a -891 kJ/mol.
Dalla combustione di un chilogrammo di metano si ottengono circa 50,0 Mjoule.
Dalla combustione di un normal metro cubo (1 Nm3 è una quantità di sostanza pari a 44,61 moli) di metano si ottengono circa 39,79 MJ (9.503,86 kcal).

## Applicazioni e usi principali
Il metano viene principalmente usato come fonte energetica in varie applicazioni, tra cui: in impianti di riscaldamento, per alimentare i fornelli delle cucine a gas, come carburante di veicoli a gas naturale, sia nel caso di motorizzazione ad accensione comandata che spontanea.

Il metano è inodore, incolore e insapore, quindi per essere distribuito nelle reti domestiche deve essere "odorizzato" mediante un processo di lambimento di un liquido dal caratteristico "odore di gas" - spesso si tratta di mercaptani (tioli). Questo procedimento si rende indispensabile, in modo da rendere avvertibile la presenza di gas nel caso di fughe e diminuire il rischio di incendi ed esplosioni accidentali.
Nel suo impiego come refrigerante è indicato come R-50 secondo il sistema di nomenclatura ASHRAE dei refrigeranti.
Viene utilizzato anche nel settore agricolo, al fine di creare il clima ideale nelle serre.